# Бориказган
Бориказган (каз. Бөріқазған) — поселение, сохранившееся с ашельского периода раннего палеолита. Находится в Таласском районе Жамбылской области Казахстана в 8 км к юго-востоку от села Кызылаут и в 38 км к северо-востоку от города Каратау. Раскопки велись в 1958 году археологической группой под руководством Х. Алпысбаева. Найдено 442 предмета. В основном орудия труда из чёрного кремня: чоппинги, острое трёхгранное орудие, унифасы и другие. Подобные предметы найдены в Мьянме, Вьетнаме, Китае, Индии и Восточной Африке.
Стоянка Бориказган имеет статус памятника истории и культуры республиканского значения.